# Tears Of My Own Shame
Tears Of My Own Shame es una canción de Steve Lukather, guitarrista de la banda de rock estadounidense Toto.

## Canción
Figura como la tercera pista del disco Luke. Resulta ser una de las canciones más conocidas por los fanes de Lukather. La canción tiene una mezcla entre Rock progresivo, jazz fusion y hard rock.
La canción inicia con un solo de guitarra psicodélico, junto a un bajo al estilo de jazz. Además se caracteriza el solo central de la canción, que aparece a los 3:21 minutos, con un estilo de hard rock y rock progresivo.

## Apariciones en vivo
Desde su lanzamiento, se ha tocado en casi todas las giras que ha hecho Lukather, contando el Luke World Tour y el All's Well That Ends Well Tour.

## Músicos
- Steve Lukather: Guitarra, voz.
- Gregg Bissonette: Batería
- Phil Soussan: Bajo.
- Jim Cox: Teclado Hammond.
- Maxie Anderson: Coros.
- Alfie Silas Duno: Coros.

- Datos: Q6139548